# Municipio de Crystal (condado de Oceana)
El municipio de Crystal (en inglés, Crystal Township) es un municipio del condado de Oceana, Míchigan, Estados Unidos. Tiene una población estimada, a mediados de 2021, de 687 habitantes.

## Geografía
Está ubicado en las coordenadas 43°46′32″N 86°13′5″O / 43.77556, -86.21806. Según la Oficina del Censo de los Estados Unidos, tiene una superficie total de 93.2 km², de la cual 93.0 km² corresponden a tierra firme y 0.2 km² son agua.

## Demografía
Según el censo de 2020, en ese momento había 681 personas residiendo en la zona. La densidad de población era de 7.3 hab./km². El 74.16 % de los habitantes eran blancos, el 0.29 % eran afroamericanos, el 1.91 % eran amerindios, el 0.15 % era asiático, el 8.22 % eran de otras razas y el 15.27 % eran de una mezcla de razas. Del total de la población, el 24.52 % eran hispanos o latinos de cualquier raza.